# Thorner Blutgericht

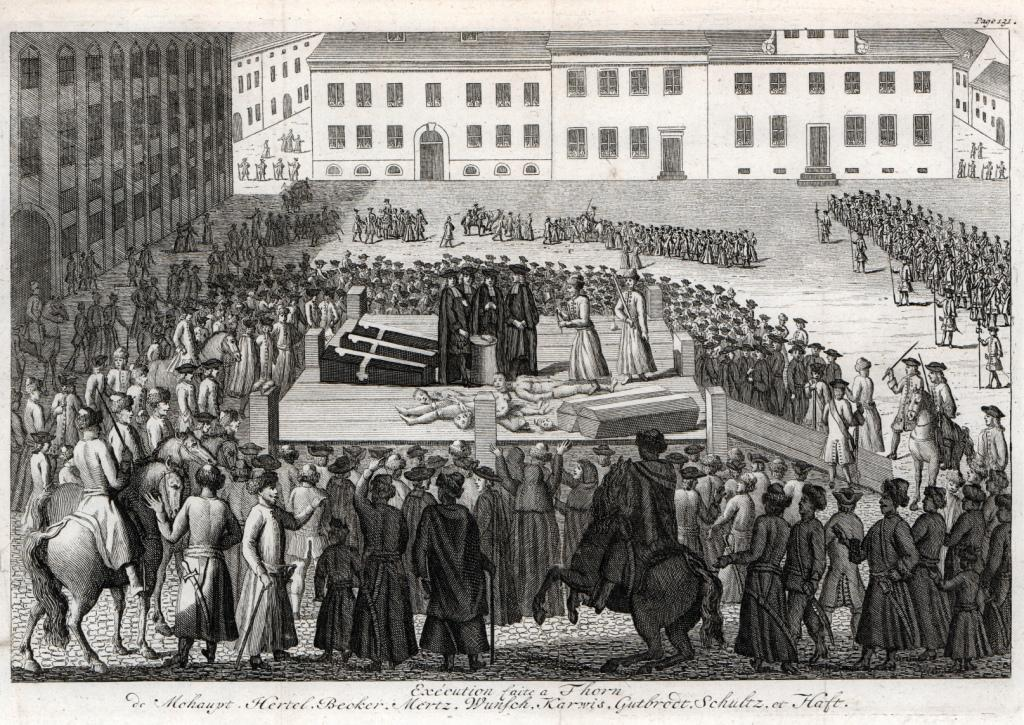
Zeitgenössische Darstellung der Exekutionen des Thorner Blutgerichts

Das Thorner Blutgericht war die Hinrichtung von zehn Bürgern in Thorn in Polnisch Preußen am 9. Dezember 1724 nach vorangegangenen Ausschreitungen gegen das dortige Jesuitenkloster (Thorner Tumult).

## Vorgeschichte
Thorn war mit seiner meist deutschen Bevölkerung seit 1557 größtenteils protestantisch (zumeist lutherisch). Noch während des 16. Jahrhunderts hatte unter den letzten beiden Jagiellonenkönigen, Sigismund I. und Sigismund II. August, im Königreich Polen beziehungsweise in Polen-Litauen (ab 1569) durchaus ein vergleichsweise hohes Maß an religiöser Toleranz vorgeherrscht und das Königreich Polen galt auch als ein Land „ohne Scheiterhaufen“.
In 1573 wurde Konföderation von Warschau abgeschlossen und wird als der Beginn der durch das Staatsrecht gesicherten Religionsfreiheit in Polen-Litauen betrachtet. In der Folge  garantierte sie den konfessionellen Randgruppen, den sogenannten Dissidenten, die nicht der dominierenden katholischen Staatsreligion folgten, religiöse Toleranz, Bürgerrecht und politische Gleichstellung.
Unter König Stephan Báthory und seinem Nachfolger Sigismund III. Wasa jedoch setzte die Gegenreformation in Polen-Litauen ein. Mit der Gründung des Jesuitenklosters mit Gymnasium 1593 sollte der katholische Einfluss in der Stadt gestärkt werden. Im Verlauf der folgenden Jahrzehnte wurden der konfessionelle und der politische Druck von Seiten des polnischen Staates erhöht. Eine polnische Garnison, die Krongarde, kam in die Stadt und legte ihr drückende Lasten auf. Es kam wiederholt zu Konflikten zwischen der protestantischen Bevölkerung und katholischen Gymnasiasten. Zu den Maßnahmen der Gegenreformation kam im Verlauf des 17. Jahrhunderts und des frühen 18. Jahrhunderts noch der Umstand hinzu, dass Polen-Litauen sowohl im Zweiten Nordischen Krieg (1655 bis 1660) als auch im Großen Nordischen Krieg (1700 bis 1721) von (protestantischen) schwedischen Truppen zeitweise besetzt und systematisch ausgeplündert worden war – diese brutalen Besatzungszeiten wurden auch als die „Kriege der Sintflut“ beziehungsweise als die „schwedische Sintflut“ (polnisch potop szwedzki) bezeichnet. Die Ressentiments in der Bevölkerung gegenüber dem Protestantismus wurden hierdurch entsprechend befeuert.
Diese Ereignisse bewirkten zudem, dass sich im Laufe der Gegenreformation und der sukzessiven Kriege eine stark national geprägte Auffassung vom Katholizismus in Polen formte und dass der polnische Katholizismus „etwas Eiferndes“ bekam. Eine direkte Auswirkung hiervon war, dass der überwiegende Teil des polnischen Adels, der im 16. Jahrhundert durchaus mit dem Protestantismus sympathisiert hatte, im Verlauf des 17. Jahrhunderts wieder mehrheitlich zum Katholizismus zurückkehrte (Ausnahmen gab es in Litauen), während sich der Protestantismus vor allem unter der deutschstämmigen Stadtbevölkerung in Westpreußen weitestgehend halten konnte.
Im Verlauf des frühen 18. Jahrhunderts nahmen die konfessionellen Spannungen und der staatliche Druck auf die Protestanten deutlich zu, so fanden 1713 erste Enteignungen von protestantischen Kirchen statt und im Jahr 1716 wurde im sogenannten Warschauer Pazifikationstraktat (ein Abkommen, das die Revolte der Konföderation von Tarnogród beendete) ein Artikel mit aufgenommen, welcher allen nach 1632 in Polen-Litauen gebauten protestantischen Kirchen die Rechtsgrundlage entzog und der ihre Schließung verlangte.

## Thorner Tumult
Während der Fronleichnamsprozession kam es am 16. Juli 1724 zu Handgreiflichkeiten zwischen nicht zur Thorner Bürgerschaft gehörenden katholischen Gymnasiasten und Thorner Bürgern. Im Verlauf der Auseinandersetzung wurde ein Schüler des Jesuitenklosters von der Stadtwache verhaftet, ferner wurde in der Folge davon ein protestantischer Gymnasiast in die Jesuitenschule verschleppt und dort festgehalten. Eine aufgebrachte Menschenmenge versammelte sich vor der Schule und verließ den Platz auch nach der Freilassung des Jungen nicht. Alle Versuche einer Befriedung der Situation scheiterten, so dass die Menge schließlich am 17. Juli 1724 in die Schule und das Kloster eindrang und beide Institutionen verwüstete, wobei es auch zur Zerstörung von Heiligenbildnissen gekommen sein soll.

## Prozess

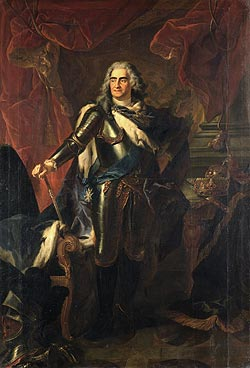
König August der Starke, Gemälde von Louis de Silvestre

Unter Missachtung der hergebrachten Rechte der Stadt erfolgte die Bereinigung des Konfliktes nicht in Thorn. Stattdessen wurden die Vorfälle auf Initiative der Jesuiten von einer königlichen Kommission ausführlich untersucht. Am 30. Oktober wurden durch das königliche Assessorialgericht in Warschau die Bürgermeister Johann Gottfried Rösner und Jakob Heinrich Zernecke sowie zwölf weitere Bürger zum Tode verurteilt. Die Marienkirche als letzte protestantische Kirche wurde katholisch und dem neuen Bernhardinerkloster übergeben. Die Hälfte der Ratsherren- und Schöppensitze sollten künftig von katholischen Bürgern besetzt werden, das evangelische Gymnasium wurde aufgelöst.
Es kam zu Protesten und Petitionen, auch des preußischen Königs Friedrich Wilhelm I., da die Wegnahme der Marienkirche den Bestimmungen des Friedens von Oliva widersprach.

## Hinrichtungen

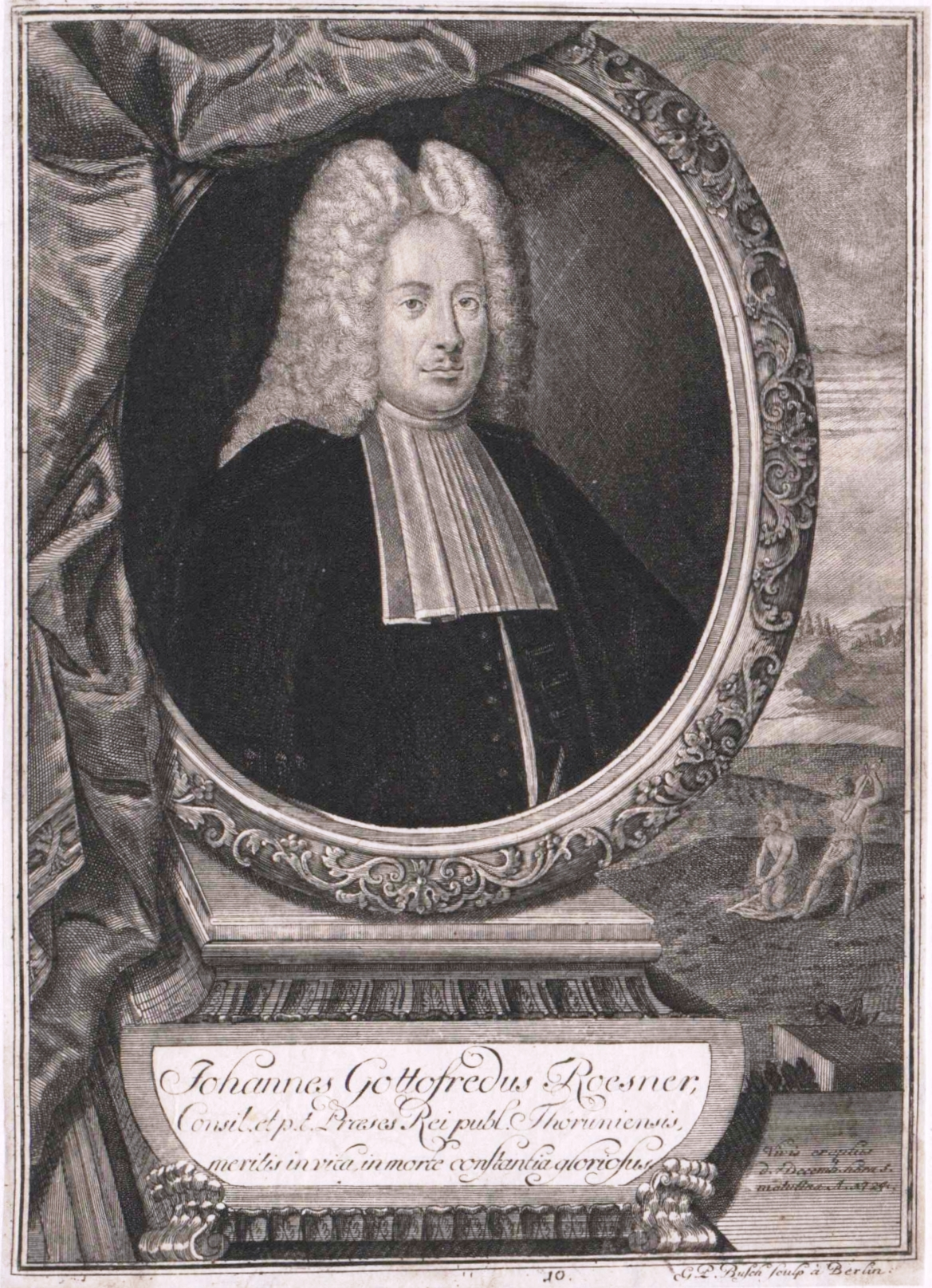
Johannes Gottfried Roesner, Kupferstich 1727

Den Verurteilten wurde ein Übertritt zum katholischen Bekenntnis angeboten, um der Vollstreckung zu entgehen. Einige konvertierten, Jakob Heinrich Zernecke wurde ohne Übertritt begnadigt.
Am 9. Dezember 1724 wurden Johann Gottfried Rösner und neun weitere Bürger durch das Schwert enthauptet. Polnische Truppen unter dem Kommando von Jerzy Dominik Lubomirski sicherten die Hinrichtung ab. Noch am Tag der Hinrichtung wurde in der Marienkirche die erste katholische Messe festlich gefeiert.

## Nachwirkungen
Die Hinrichtungen erregten europaweit Aufsehen und fanden ihren Niederschlag in über 165 Flugschriften und hunderten von Zeitungsartikeln. Der stärkste Protest kam aus dem benachbarten Königreich Preußen. König Friedrich Wilhelm I. war sehr aufgebracht. Großbritannien entsandte einen Sondergesandten an den Reichstag in Regensburg und den Warschauer Hof. Die Ereignisse in Thorn beeinträchtigten das Bild Polens in Europa erheblich. Noch bei der späteren Teilung Polens prangerte Voltaire unter Hinweis auf die Ereignisse von 1724 die religiöse Intoleranz der Polen an.
Die Ratsmehrheit in Thorn blieb protestantisch, auch das evangelische Gymnasium konnte nach einem Jahr wieder eröffnet werden.

## In der Kunst
Das Thorner Blutgericht hat zu zahlreichen literarischen Bearbeitungen angeregt. Zu nennen sind:
- Ewald Hering: Das betrübte Thorn. Erzählung aus dem Anfange des vorigen Jahrhunderts. 1826.
- Adolf Prowe: Das Thorner Blutgericht. Eine Erzählung, 1866.
- Ernst Wichert:

1. Der Bürgermeister von Thorn. Roman, 1891.
2. Die Thorner Tragödie. Roman, 190.

- Fritz Schawaller: Das Blutgericht zu Thorn. Ein Drama in 4 Aufzügen, 1905.
- Julius Pederzani-Weber: Das Thorner Blutgericht. Erzählung, um 1910.
- Karl Hans Strobl: Der dunkle Strom. Roman, 1922.
- Arnold Krieger: Empörung in Thorn. Weichseldeutscher Roman, 1939.

Eingang fand es auch in Gustav Freytags Roman Die Ahnen, 1872.

## Gedenktag
Die Evangelische Kirche in Deutschland erinnert mit einem Gedenktag im Evangelischen Namenkalender am 7. Dezember an die Opfer des Thorner Blutgerichts.